# Diplodactylus ornatus
Espèce
Statut de conservation UICN

 LC  : Préoccupation mineure
Diplodactylus ornatus est une espèce de gecko de la famille des Diplodactylidae.

## Répartition
Cette espèce est endémique d'Australie-Occidentale.

## Description
C'est un gecko terrestre, nocturne et insectivore.

## Publication originale
- Gray, 1845 : Catalogue of the specimens of lizards in the collection of the British Museum, p. 1-289 (texte intégral).